# Seán Gallagher
Seán Gallagher (n. Cavan, Irlanda, 7 de julio de 1962) es un empresario y político irlandés que fue candidato independiente en las elecciones presidenciales de Irlanda de 2011, quedando segundo después de Michael D. Higgins, recibiendo el 28.5% de los votos en primera vuelta. Junto con Higgins fueron los primeros candidatos presidenciales en quedar primero y segundo sin ser miembros de los principales partidos del país (Fianna Fáil y Fine Gael). Previamente había sido miembro de Fianna Fáil.
Gallagher se crio en una familia de seis en Ballyhaise, Condado de Cavan. Sus dos padres han fallecido. Su padre John Gallagher procedía de una familia agrícola en Killygordon, Condado de Donegal, y su madre Anne (née Bracken) Gallagher de Tullamore, Condado de Offaly, donde su familia tenía una tienda local. Sufrió de una discapacidad visual desde su nacimiento como resultado de cataratas congénitas. Más tarde se sometió a una cirugía correctiva que mejoró su vista.